# Pawo Choyning Dorji
Pawo Choyning Dorji (en dzongkha, དཔའ་བོ་ཆོས་དབྱིངས་རྡོ་རྗི།; 23 de junio de 1983) es un cineasta y fotógrafo butanés. Es conocido por su película dramática Lunana: A Yak in the Classroom (2019), que fue nominada a los Premios Óscar en la categoría de mejor película internacional en los 94.ª Premios de la Academia. 

## Temprana edad y educación
Dorji asistió a la Escuela Internacional Kodaikanal durante el tiempo que vivió en India y a la Escuela Secundaria Superior Yangchenphug en Thimphu. Se graduó con una licenciatura en Gobierno y Relaciones Internacionales de la Universidad de Lawrence en los Estados Unidos en 2007. Luego completó una calificación en Filosofía Budista en el Instituto Budista Sarah en 2009.

## Carrera
Como fotógrafo, Dorji ha colaborado en publicaciones como VICE, Esquire y Life. Es autor de varios libros de ensayo de fotografía. Su tercer libro Light of the Moon fue filmado en el transcurso de cinco años.
Dorji conoció al maestro budista y cineasta Khyentse Norbu en 2006 y descubrió el cine trabajando con él, primero como asistente de dirección en Vara: A Blessing (2013) y luego como productor de Hema Hema (2016).
Dorji filmó su debut como director en el transcurso de dos meses en una escuela remota en el pueblo de Lunana en el Himalaya. Lunana: A Yak in the Classroom tuvo su estreno mundial en el 63.ª BFI London Film Festival. La película ganó el premio Audience Choice y Best of the Fest en el Festival Internacional de Cine de Palm Springs 2020. Inicialmente, estaba destinado a ser la segunda presentación de Bután a la Mejor Película Internacional en los 93.ª Premios de la Academia, pero debido a un error se volvió a presentar al año siguiente, convirtiéndose en la primera nominación al Oscar de Bután. Dorji respondió diciendo: "La parte más mágica de esto es que fue tan inesperado... Espero que inspire a los cineastas de Bután e Himalaya".

## Vida personal
Dorji se casó con la actriz y productora taiwanesa Fanyun "Stephanie" Lai en 2009. Tienen una hija y un hijo. La familia dividió su tiempo entre Taiwán, Bután e India.

## Filmografía
| Año  | Título                         | Director  | Guionista | Productor | Otro      | Notas                                               |
| ---- | ------------------------------ | --------- | --------- | --------- | --------- | --------------------------------------------------- |
| 2013 | Vara: A Blessing               | Asistente |           |           | Fotógrafo |                                                     |
| 2016 | Hema Hema                      |           |           | Sí        |           |                                                     |
| 2019 | Lunana: A Yak in the Classroom | Sí        | Sí        | Sí        |           | Nominado al Óscar a la Mejor Película Internacional |
| TBA  | El monje y el arma             | Sí        | Sí        | Sí        |           |                                                     |

## Distinciones honoríficas

### Distinciones honoríficas butanesas
- Miembro de la Orden del Amado del Dragón Trueno (17/12/2022).[11]